# Chiesa di Santa Sofia (Napoli)
La chiesa di Santa Sofia è uno storico luogo di culto di Napoli ubicato in Via Santa Sofia, all'inizio del Decumano Superiore.

## Storia e descrizione
Sorse in epoca bizantina e molte fonti concordano che sia stata fondata dall'imperatore Costantino intorno al 308 d.C. mentre, nel 1487 divenne la sede di una congrega che si occupava della sepoltura dei poveri. Le opere d'arte, tra le quali si segnalano dipinti di Fabrizio Santafede, Marco Pino e Teodoro D'Errico, sono state trasferite altrove dopo il terremoto del 1980. Nell'interno resta, di spicco, un pavimento in maiolica del 1754. 
La facciata presenta due portali; quello d'accesso alla chiesa è sormontato da una finestra trilobata.